# Tjalling Dilling
Tjalling Dilling (29 september 1961) is een voormalig Nederlands voetballer. De verdediger kwam onder andere uit voor FC Twente en SC Heracles '74.
Dilling speelde in zijn jeugd voor amateurvereniging FVV uit Foxhol. Hij gold als groot talent en kwam onder andere uit voor het Nederlands jeugdelftal. In de zomer van 1977 werd hij ingelijfd door FC Twente. Hij kwam in eerste instantie uit voor de jeugd van de ploeg uit Enschede. Vanaf seizoen 1979/80 maakte hij deel uit van de hoofdmacht. Op 22 september 1979, een week voor zijn achttiende verjaardag, maakte hij op de plek van de geblesseerde Epi Drost zijn profdebuut in een uitwedstrijd tegen FC Den Haag. Dilling scoorde in de 18e minuut de 0-1, echter de wedstrijd ging uiteindelijk met 2-1 verloren. Anderhalve week later maakte hij tevens zijn debuut in een Europese wedstrijd, tegen Panionios uit Griekenland. In deze periode maakte Dilling ook deel uit van Jong Oranje, waarin hij samenspeelde met onder andere Frank Rijkaard en Ruud Gullit. Het team plaatste zich in 1981 voor het WK voor spelers onder de 20 jaar. Omdat dit in Australië werd gespeeld en plaatsvond tijdens het lopende seizoen, trok Nederland zich terug.
In vier seizoenen speelde Dilling 99 officiële wedstrijden voor FC Twente, waarin hij twee doelpunten maakte. Hij wist echter niet zijn talent waar te maken en na het seizoen 1982/83, waarin Twente degradeerde naar de Eerste divisie, vertrok hij naar De Graafschap. Een jaar later verruilde hij deze club voor SC Heracles '74, waarmee hij in 1985 promoveerde naar de Eredivisie. In seizoen 1986/87 kwam hij uit voor Go Ahead Eagles, maar het daaropvolgende seizoen keerde hij terug bij Heracles. In 1989 besloot hij zijn actieve voetballoopbaan te beëindigen.
Later was Dilling lange tijd actief als jeugdtrainer en assistent-trainer van amateurvoetbalclub VOGIDO.